# Nyssodrysternum rubiginosum
Nyssodrysternum rubiginosum là một loài bọ cánh cứng trong họ Cerambycidae.